# Canavieiras
Canavieiras es un municipio brasileño del estado de Bahía. Su población estimada en 2008 era de 36.911 habitantes.
Es una de las cuatro únicas localidades donde puede ser encontrada una especie de la Mata Atlántica amenazada de extinción, la Buchenavia hoehneana.